# Taktaszada
Taktaszada é um município da Hungria, situado no condado de Borsod-Abaúj-Zemplén. Tem 25,74 km² de área e sua população em 2015 foi estimada em 1.939 habitantes.